# Ary Abittan
« Abittan » redirige ici. Pour les articles homophones, voir Abittan, Habitant et Habitants.
Ne doit pas être confondu avec Benjamin Abitan.
Ary Abittan est un humoriste et acteur français, né le 31 janvier 1974 à Paris 15e.
Il est notamment connu pour son rôle dans la série de films Qu'est-ce qu'on a fait au Bon Dieu ?.

## Biographie

### Jeunesse
Ary Abittan naît le 31 janvier 1974 dans le 15e arrondissement de Paris,, il est issu d'une famille juive séfarade, son père est originaire du Maroc et sa mère de Tunisie.
Il passe une partie de sa jeunesse entre Garges-lès-Gonesse et Sarcelles.
En 1993, il devient chauffeur de taxi comme son père, activité qui lui permet de financer ses premiers cours de théâtre. Durant cette période, il est interviewé en 1994 lors d'un journal télévisé de TF1 à propos des agressions de chauffeurs.

### Carrière
À l'âge de19 ans, il écrit ses premiers textes [réf. nécessaire], et pense qu'il a du talent pour l'humour et la comédie. Après avoir pris des cours de théâtre, il se produit dans de nombreuses salles comme Le Splendid et le théâtre Trévise, puis il assure les premières parties d'artistes comme Enrico Macias, Gad Elmaleh et Élie Semoun.
En 2001, il est chroniqueur dans l’émission Tutti Frutti présenté par Nagui sur France 2.
Après avoir tenu sur le petit écran un rôle dans la série télévisée Nos années pension, il commence sa carrière au cinéma dans le film Tu peux garder un secret ? (2008) d'Alexandre Arcady, ce qui lui vaut de gagner la confiance d'autres réalisateurs et d'obtenir des rôles dans La Traque (2008), de Laurent Jaoui, et Tellement proches (2009) d'Olivier Nakache. Il retrouve par la suite Gad Elmaleh dans son film Coco.

Il s'approprie en 2010 la scène du Palais des glaces, et y joue son propre spectacle, coécrit par Judith Elmaleh : A la folie. Par la suite, on le retrouve animant plusieurs émissions de télévision, telles que Ce soir avec Arthur, ou Vendredi tout est permis. Au cinéma, il joue aux côtés de Mickael Youn dans Fatal (2010) et Vive la France (2013), et de Christian Clavier dans Qu'est-ce qu'on a fait au bon dieu (2014).

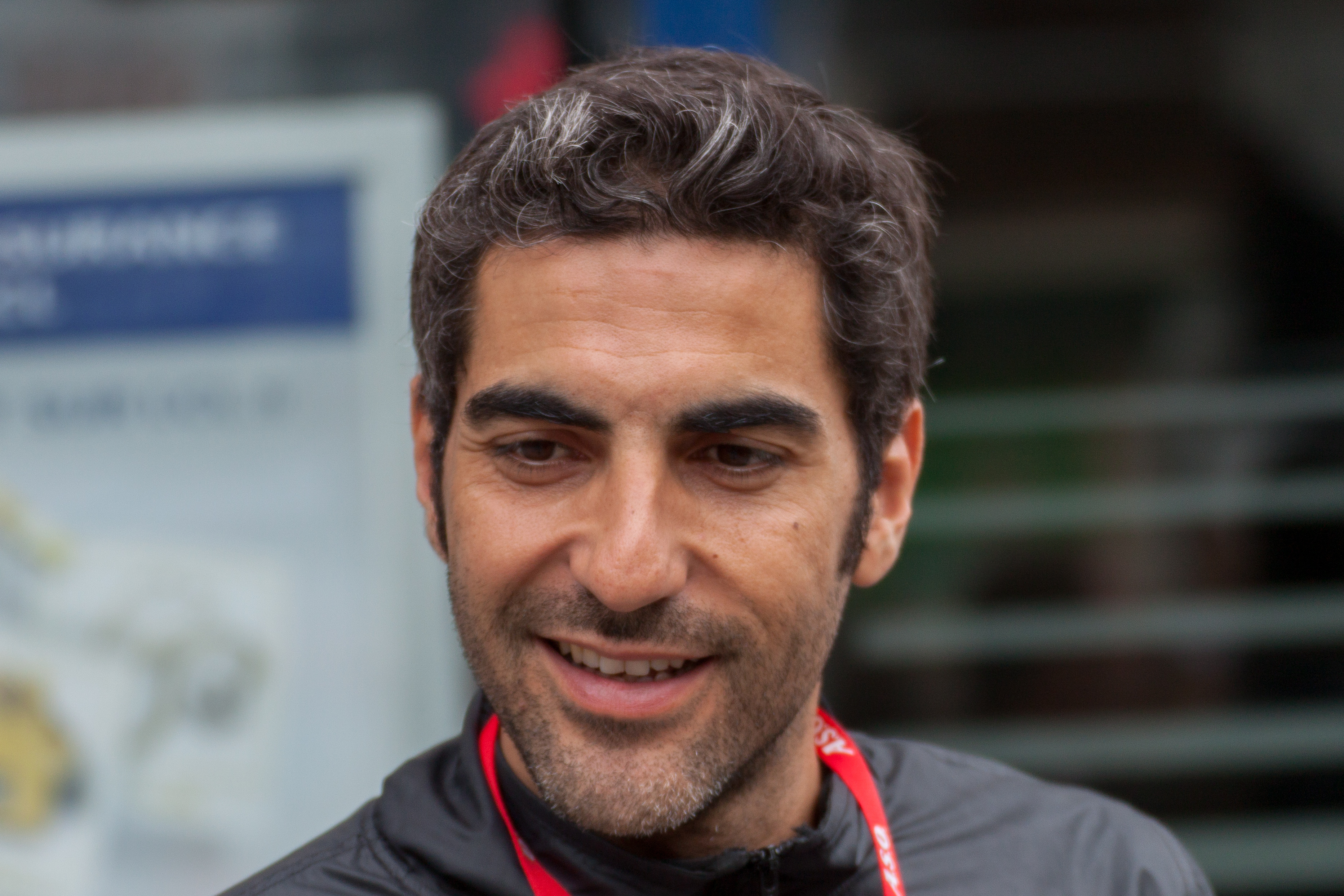
Ary Abittan en 2012 au critérium du Dauphiné.

La même année, en compagnie de Michaël Youn et Richard Berry, il joue dans le téléfilm de Frédéric Berthe L'Esprit de famille, qui s’inspire de l'histoire personnelle de Richard Berry.
Il enchaîne avec deux comédies en costume, Robin des Bois, la véritable histoire (2015) puis le retour très attendu Les Visiteurs 3 (2016). Désormais populaire, l'acteur porte Débarquement immédiat ! (2016) et À bras ouverts (2017), deux comédies qui détournent les sujets de société et dans lesquelles il tient le premier rôle.
Après deux ans d'absence sur scène, Ary Abittan revenait sur les planches en 2017 avec un nouveau spectacle, "My Story". Après une série de représentations de son spectacle "My Story" à la Cigale en novembre 2018, Ary Abittan donne en plus 3 représentations à l'Olympia les 13, 14 et 15 décembre 2019.
Un second volet était rapidement confirmé du film Qu'est-ce qu'on a encore fait au Bon Dieu ?, sorti en 2019.
Habitué des émissions d'Arthur sur TF1, il a également joué dans des téléfilms, dont Apprendre à t'aimer de Stéphanie Pillonca sur la trisomie 21, distingué au festival de Luchon en 2020.  
L'acteur, qui tient un rôle important dans la saga depuis le premier film Qu'est-ce qu'on a fait au Bon Dieu ?, est mis en examen début novembre 2021 pour viol et placé sous contrôle judiciaire. Après un temps d'hésitation, la production du film décide de maintenir la sortie du film Qu'est-ce qu'on a tous fait au Bon Dieu ? au 2 février 2022.

## Vie privée
Marié à l’âge de 24 ans avec son amour de jeunesse Sylvie Jorno, dont il divorce une dizaine d’années plus tard, Ary Abittan a trois enfants nés de cette union au début des années 2000. Depuis 2020, il est en couple avec Sarah-Line Attlan.

## Affaire judiciaire
Le 31 octobre 2021, Ary Abittan est placé en garde à vue à la suite d'une main courante pour viol d’une jeune femme de 23 ans, employée d’une plateforme numérique de mise en relation, qu’il voyait épisodiquement,. D'abord mis en examen et placé sous contrôle judiciaire,, il bénéficie ensuite du statut de témoin assisté. Le 20 juillet 2023, l'information judiciaire est clôturée, les accusations paraissant non probantes aux magistrates. Malgré les multiples lésions constatées et la reconnaissance par les deux juges du stress post-traumatique indiscutable de la victime,, une décision de non-lieu est prononcée le 3 avril 2024. L'avocat de la plaignante fait appel. L'acteur remonte sur scène en octobre 2024 malgré les protestations de collectifs féministes. Le 30 janvier 2025, le non-lieu est confirmé en appel.

## Filmographie

### Cinéma
- 2008 : Tu peux garder un secret ? d'Alexandre Arcady : David
- 2009 : Coco de Gad Elmaleh : Max
- 2009 : Tellement proches d'Éric Toledano et Olivier Nakache : Moshé Benhamou
- 2010 : La Fête des voisins de David Haddad : François-Xavier
- 2010 : Tout ce qui brille de Géraldine Nakache et Hervé Mimran : le père de Lila
- 2010 : Fatal de Michaël Youn : David Fontana
- 2011 : De l'huile sur le feu de Nicolas Benamou : un serveur
- 2012 : Dépression et des potes d'Arnaud Lemort : Romain
- 2013 : Vive la France de Michaël Youn : Jafaraz Ouechmagül
- 2013 : Chimpanzés de Mark Linfield et Alastair Fothergill : voix off
- 2013 : Hôtel Normandy de Charles Nemes : Yvan Carlotti
- 2013 : La Grande Boucle de Laurent Tuel : Tony Agnelo
- 2014 : Qu'est-ce qu'on a fait au Bon Dieu ? de Philippe de Chauveron : David Benichou
- 2015 : Robin des bois, la véritable histoire d'Anthony Marciano : Petit Jean
- 2016 : Les Visiteurs : La Révolution de Jean-Marie Poiré : le marquis de Portofino
- 2016 : Débarquement immédiat ! de Philippe de Chauveron : José Fernández
- 2017 : À bras ouverts de Philippe de Chauveron : Babik
- 2018 : Je vais mieux de Jean-Pierre Améris : Édouard
- 2019 : Qu'est-ce qu'on a encore fait au Bon Dieu ? de Philippe de Chauveron : David Benichou
- 2019 : La Vertu des impondérables de Claude Lelouch : Aldo Richen
- 2021 : L'amour c'est mieux que la vie de Claude Lelouch : Ary
- 2022 : Qu'est-ce qu'on a tous fait au Bon Dieu ? de Philippe de Chauveron : David Benichou
- 2022 : Ducobu président ! d'Elie Semoun : Flartf / Crottin

### Télévision
- 1999 : Sur la vie d'ma mère (série télévisée - épisode 4 L'as de cœur)
- 2008 : Inéluctable de François Luciani (téléfilm) : Kudlip Badwar
- 2008 : La Traque de Laurent Jaoui (téléfilm) : l'agent du Mossad
- 2008-2010 : Nos années pension (série télévisée) : Bobor
- 2013 : Scènes de ménages (série télévisée) : le cousin trader d'Emma
- 2014 : L'Esprit de famille (téléfilm) de Frédéric Berthe : Yvan Perez
- 2018 : La Petite Histoire de France (prime)
- 2020 : Apprendre à t’aimer (téléfilm) de Stéphanie Pillonca : Franck
- 2020 : I Love You coiffure (téléfilm) de Muriel Robin : Jean-Yves Bricou

### DVD
- Ary Abittan - À la folie, passionnément, Studio Canal, 2013

## Spectacles
- 1998 : au théâtre Trévise
- 1999 : au Lucernaire
- 2004 : au théâtre du Temple
- 2006 : première partie d'Enrico Macias à l'Olympia
- 2007 : Couscous aux Lardons à La Grande Comédie
- 2007 : Happy Hanouka au théâtre Michel, mise en scène de Jean-Luc Moreau
- 2009 et 2011 : À la folie au Petit Palais des glaces et à la Comédie de Paris, d'Ary Abittan et Judith Elmaleh, mise en scène de Judith Elmaleh
- 2009 : première partie d'Élie Semoun au Zénith de Paris
- 2010 : première partie de Gad Elmaleh au Palais des Sports
- 2011 : Palais des glaces
- 2012 : en tournée dans toute la France
- 2012 : Marrakech du rire avec Jamel Debbouze
- 2013 : en tournée dans toute la France
- 2013 : Marrakech du rire avec Jamel Debbouze
- 2017 : My Story à La Cigale puis en tournée en France
- 2018 : My Story au théâtre de l’Olympia à Montréal
- 2025 : Authentique

## Doublage
- 2017 : Coco de Lee Unkrich : Héctor[26]